# Tarczówka rudonoga
Tarczówka rudonoga (Pentatoma rufipes) – gatunek owada z rzędu pluskwiaków. Owad o długości do 16 mm. Ciało z wierzchu brązowe, metalicznie błyszczące, w czarne kropki, od spodu rdzawe. Czułki, nogi oraz część tarczki i przedplecza pomarańczowe, brzeg odwłoka czarny, z pomarańczowymi paskami.
Tarczówka rudonoga jest pluskwiakiem roślinożernym, żywi się sokami roślin. Czasami wyrządza nieznaczne szkody w sadach wysysając owoce.
Biotopy tego pluskwiaka to lasy liściaste, duże parki, sady. Najczęściej przebywa w koronach drzew.